# George Wilkinson
George Wilkinson (Manchester, 3 de março de 1879 - Hyde, Greater Manchester, 7 de agosto de 1946) foi um jogador de polo aquático britânico, o primeiro tricampeão olímpico do polo aquático.
George Wilkinson fez parte do elenco campeão olímpico de Paris 1900, Londres 1908 e Estocolmo 1912 Fez nove gols em campanhas olímpicas.